# エタン・エムバペ
- イーサン・エムバペ

エタン・エムバペ・ロタン（Ethan Mbappé Lottin, 2006年12月29日 - ）は、フランス・モントルイユ出身のサッカー選手。リーグ・アン・LOSCリール所属。ポジションはミッドフィールダー。
兄は同じくサッカー選手のキリアン・エムバペ。

## クラブ経歴

### パリ・サンジェルマン
2017年、パリ・サンジェルマンの下部組織に加入。2021年6月25日、パリ・サンジェルマンと3年間のユース契約を結んだ。
2022年12月16日、パリFCとの親善試合で途中出場し、トップチームデビュー。2023年12月20日、リーグ・アン・メス戦の終了間際に出場し、プロデビューを果たした。
2024年6月18日にパリ・サンジェルマンの退団を発表、今夏に兄のキリアンがレアル・マドリードへ移籍し、キリアンが地元に残ることを選択すれば、契約更新の話もあったいうが、今回の移籍によってイーサン自身も契約満了でクラブから離れることになった。

### リール
PSG退団後、7月4日に同じリーグ・アンのLOSCリールに2027年までの契約で加入。背番号は「29」を選択した。

## 代表経歴
2021年11月、U-16フランス代表に初招集された。

## 個人成績
| クラブ               | シーズン | リーグ       | リーグ戦 | リーグ戦 | カップ戦 | カップ戦 | 国際大会 | 国際大会 | その他 | その他 | 合計 | 合計 |
| クラブ               | シーズン | リーグ       | 出場     | 得点     | 出場     | 得点     | 出場     | 得点     | 出場   | 得点   | 出場 | 得点 |
| -------------------- | -------- | ------------ | -------- | -------- | -------- | -------- | -------- | -------- | ------ | ------ | ---- | ---- |
| パリ・サンジェルマン | 2023-24  | リーグ・アン | 3        | 0        | 2        | 0        | 0        | 0        | 0      | 0      | 5    | 0    |
| 総通算               | 総通算   | 総通算       | 3        | 0        | 2        | 0        | 0        | 0        | 0      | 0      | 5    | 0    |

## タイトル
パリ・サンジェルマン
- リーグ・アン: 2023-24
- クープ・ドゥ・フランス: 2023-24